# Superstar K 3
Superstar K3 (hangeul : 슈퍼 스타 3) est la troisième saison de l'émission sud-coréenne Superstar K, diffusée par Mnet. Les membres du jury sont Lee Seung Chul, Yoon Mi-Rae et Yoon Jong Shin. Le générique de cette saison, "Fly", a été écrit par le producteur Park Keun-tae et chanté par Super Junior-K.R.Y.

## TOP 11
| Nom / Nom du groupe                                                       | Âge                | Lieu de l'audition | Professions                                                                                        | Classement final      |
| ------------------------------------------------------------------------- | ------------------ | ------------------ | -------------------------------------------------------------------------------------------------- | --------------------- |
| Ulala Session (울랄라 세션) (임윤택, 박광선, 박승일, 김명훈)              | 32, 22, 31, 29     | Daejeon            | Chorégraphe, travailleur indépendant, employé de l'industrie de l'habillement, photographe amateur | Gagnant               |
| Two Months (Two Months) (김예림, 도대윤)                                  | 18, 19             | États-Unis         | Étudiants                                                                                          | TOP 3                 |
| Yery Band (예리밴드) (한승오, 유예리, 김하늘, 김선재)                     | 40, 25, 27, 27     | Daejeon            | Musiciens, opérateur de studio de musique & instructeur vocal                                      | Volontairement retiré |
| Min Hoon Ki (민훈기)                                                      | 23                 | Incheon            | Étudiant                                                                                           | TOP 11                |
| Kim Do Hyun (김도현)                                                      | 19                 | Busan              | Étudiant, Lutteur                                                                                  | TOP 5                 |
| Chris Golightly (크리스 골라이틀리)                                       | 29                 | Séoul B            | Chanteur et compositeur                                                                            | TOP 7                 |
| Christina Love Lee (크리스티나 러브 리)                                   | 26                 | États-Unis         | Musicothérapeute                                                                                   | TOP 4                 |
| Lee Gun Yul (이건율)                                                      | 23                 | Incheon            | Étudiant                                                                                           | TOP 9                 |
| Lee Jung Ah (이정아)                                                      | 25                 | Séoul A            | Étudiant                                                                                           | TOP 9                 |
| Shin Ji Soo (신지수)                                                      | 19                 | Incheon            | Étudiant                                                                                           | TOP 7                 |
| Haze (헤이즈) (신동주, 이승준, 송석민, 정재현, 변종필)                    | 28, 27, 28, 28, 25 | Daegu              | Étudiants, Musicien                                                                                | TOP 11                |
| Busker Busker (버스커 버스커) (장범준, 김형태, 브래드(Bradley Ray Moore)) | 23, 21, 28         | Busan              | Étudiants                                                                                          | Second                |
|                                                                           |                    |                    | |                       |

| Ordre | Episode 8     | Episode 9     | Episode 10    | Episode 11    | Episode 12    | Episode 13    | Episode 14    |
| ----- | ------------- | ------------- | ------------- | ------------- | ------------- | ------------- | ------------- |
| 1     | Haze          | Christina     | Chris         | Ulala Session | Two Months    | Busker Busker | Busker Busker |
| 2     | Min Hoon Ki   | Lee Gun Yul   | Kim Do Hyun   | Busker Busker | Christina     | Two Months    | Ulala Session |
| 3     | Christina     | Lee Jung Ah   | Busker Busker | Christina     | Busker Busker | Ulala Session |               |
| 4     | Lee Gun Yul   | Chris         | Shin Ji Soo   | Kim Do Hyun   | Ulala Session |               |               |
| 5     | Kim Do Hyun   | Kim Do Hyun   | Ulala Session | Two Months    |               |               |               |
| 6     | Lee Jung Ah   | Shin Ji Soo   | Christina     |               |               |               |               |
| 7     | Chris         | Two Months    | Two Months    |               |               |               |               |
| 8     | Busker Busker | Busker Busker |               |               |               |               |               |
| 9     | Shin Ji Soo   | Ulala Session |               |               |               |               |               |
| 10    | Ulala Session |               |               |               |               |               |               |
| 11    | Two Months    |               |               |               |               |               |               |

Note
 Gagnant
 Candidats retenus
 Décrochage